# Naic
Naic es un municipio filipino ubicado en la provincia de Cavite. Según el censo de 2020, tiene una población de 160 987 habitantes.
Su superficie es de 86 km² (8600 hectáreas).

## Geografía
Está ubicado en la parte occidental de la provincia, sobre la bahía de Manila.

## Economía
Su territorio está básicamente dedicado a la agricultura. La zona costera es un polo de atracción turística, con varios resorts sobre la playa. La zona también recibe ingresos importantes por la actividad pesquera.

## Historia
Hace miles de años, Naic era la parte occidental del volcán Taál, hasta que una erupción interna llevó a su hundimiento
Los jesuitas descubrieron la zona en 1627 y fundaron la primera comunidad en 1758, en el actual barangay de Muzón.

## Barangayes
Naic se divide políticamente en 30 barangayes.
| - Bagong Kalsada - Balsahan - Bancaán - Bucana Malaqui - Bucana Sasahan - Capitán Ciriaco Nazareno (Pob.) - Calubcob - Gómez-Zamora (Pob.) - Halang - Humbac - Ibayo Estación - Ibayo Silangan - Kanluran Rizal - Labac - La Toria | - Mabolo - Maquina - Malainen Bago - Malainen Luma - Molino - Munting Mapino - Muzón - Palangue 1 - Palangue 2 & 3 - Sabang - San Roque - Santulan - Sapa - Timalan Balsahan - Timalan Concepción |